# No Tomorrow
No Tomorrow é uma série de televisão de comédia dramática norte-americana que estreou em 4 de outubro de 2016 na The CW Desenvolvida por Corinne Brinkerhoff, é baseada na série Como Aproveitar o Fim do Mundo, escrita por Fernanda Younge Alexandre Machado e exibida pela Rede Globo em 2012.
Em 8 de maio de 2017, a série foi cancelada pela The CW.

## Sinopse
Evie mora em Seattle e se envolve com um homem de espírito livre que a inspira a criar uma "apocalista" - lista de coisas para fazer antes do fim do mundo, o que ele alega que será em oito meses e doze dias. Juntos, eles buscam realizar seus desejos, assim aproveitando a vida ao máximo.

## Elenco e personagens

### Principal
| Ator             | Personagem      | Temporadas | Temporadas |
| Ator             | Personagem      | 1          |            |
| ---------------- | --------------- | ---------- | ---------- |
| Tori Anderson    | Evie Covington  | Regular    |            |
| Joshua Sasse     | Xavier Holliday | Regular    |            |
| Jonathan Langdon | Hank            | Regular    |            |
| Sarayu Blue      | Kareema         | Regular    |            |
| Jesse Rath       | Timothy Finger  | Regular    |            |
| Amy Pietz        | Deirdre         | Regular    |            |

### Recorrente
| Ator          | Personagem | Temporadas | Temporadas |
| Ator          | Personagem | 1          |            |
| ------------- | ---------- | ---------- | ---------- |
| Ted McGinley  | Gary       | Recorrente |            |
| Kelly Stables | Mary Anne  | Recorrente |            |

## Episódios

### Primeira temporada (2016—2017)
| No. em geral | No. na temporada | Título                                                             | Diretor(es)     | Escritor(es)                                          | Exibição               | Audiência (em milhões) |
| ------------ | ---------------- | ------------------------------------------------------------------ | --------------- | ----------------------------------------------------- | ---------------------- | ---------------------- |
| 1            | 1                | "Pilot" "Piloto"                                                   | Brad Silberling | Corinne Brinkerhoff & Scott McCabe & Tory Stanton     | 4 de outubro de 2016   | 1.51                   |
| 2            | 2                | "No Crying in Baseball" "Não Há Choro no Beisebol"                 | Stuart Gillard  | Maggie Friedman & Tory Stanton & Scott McCabe         | 11 de outubro de 2016  | 0.74                   |
| 3            | 3                | "No Doubt" "Sem Dúvida"                                            | John Putch      | Richard Hatem                                         | 18 de outubro de 2016  | 0.81                   |
| 4            | 4                | "No Holds Barred" "Sem Restrições"                                 | Jeff Melman     | Jenna Lamia                                           | 25 de outubro de 2016  | 0.78                   |
| 5            | 5                | "No Regrets" "Sem Arrependimentos"                                 | Ron Underwood   | Bill Krebs                                            | 1 de novembro de 2016  | 0.76                   |
| 6            | 6                | "No Debts Remain Unpaid" "Sem Dívidas Remanescentes"               | Allan Arkush    | Justin W. Lo                                          | 15 de novembro de 2016 | 0.80                   |
| 7            | 7                | "No You Say it First" "Sem Dizer Primeiro"                         | Stuart Gillard  | Grace Glassmeyer                                      | 22 de novembro de 2016 | 0.80                   |
| 8            | 8                | "No Rest for the Weart" "Não Há Repouso Para Os Cansados"          | Michael Schultz | Jessica Chou                                          | 29 de novembro de 2016 | 0.94                   |
| 9            | 9                | "No True Words" "Sem Palavras Mais Verdadeiras"                    | Ami Mann        | Anna Fischer                                          | 6 de dezembro de 2016  | 0.80                   |
| 10           | 10               | "No Soup for You" "Sem Sopa Para Você"                             | Anna Mastro     | Aaron Fullerton                                       | 27 de dezembro de 2016 | 0.60                   |
| 11           | 11               | "No Woman No Cry" "Não Chore Mulher"                               | Greg Beeman     | Scott McCabe & Tory Stanton                           | 3 de janeiro de 2017   | 0.51                   |
| 12           | 12               | "No Time Like the Present" "Não Há Tempo Como o Presente"          | Greg Prange     | Andrew Gettens & Lauren MacKenzie                     | 10 de janeiro de 2017  | 0.70                   |
| 13           | 13               | "No Sleep 'Til Reykjavik" "Sem Dor 'Té Reykjavik (Tradução livre)" | Stuart Gillard  | Corinne Brinkerhoff, Gracie Glassmeyer & Justin W. Lo | 17 de janeiro de 2017  | 0.58                   |

## Recepção
No Tomorrow recebeu críticas geralmente positivas dos críticos da televisão. No Rotten Tomatoes a classificação é de 89%, com base em 28 avaliações, com uma média de 5.9/10. O consenso crítico do site diz: "No Tomorrow é uma suave comédia romântica e fácil de digerir que apresenta um forte elenco de apoio, boas performances e uma dose de diversão". No Metacritic, a temporada tem uma pontuação de 69 de 100, com base em 23 críticos, indicando "geralmente opiniões favoráveis".